# Валь-Эберсен
Валь-Эберсен (фр. Vahl-Ebersing) — коммуна на северо-востоке Франции, регион Гранд-Эст (бывший Эльзас — Шампань — Арденны — Лотарингия), департамент Мозель. Относится к кантону Гротенкен. 

## Географическое положение

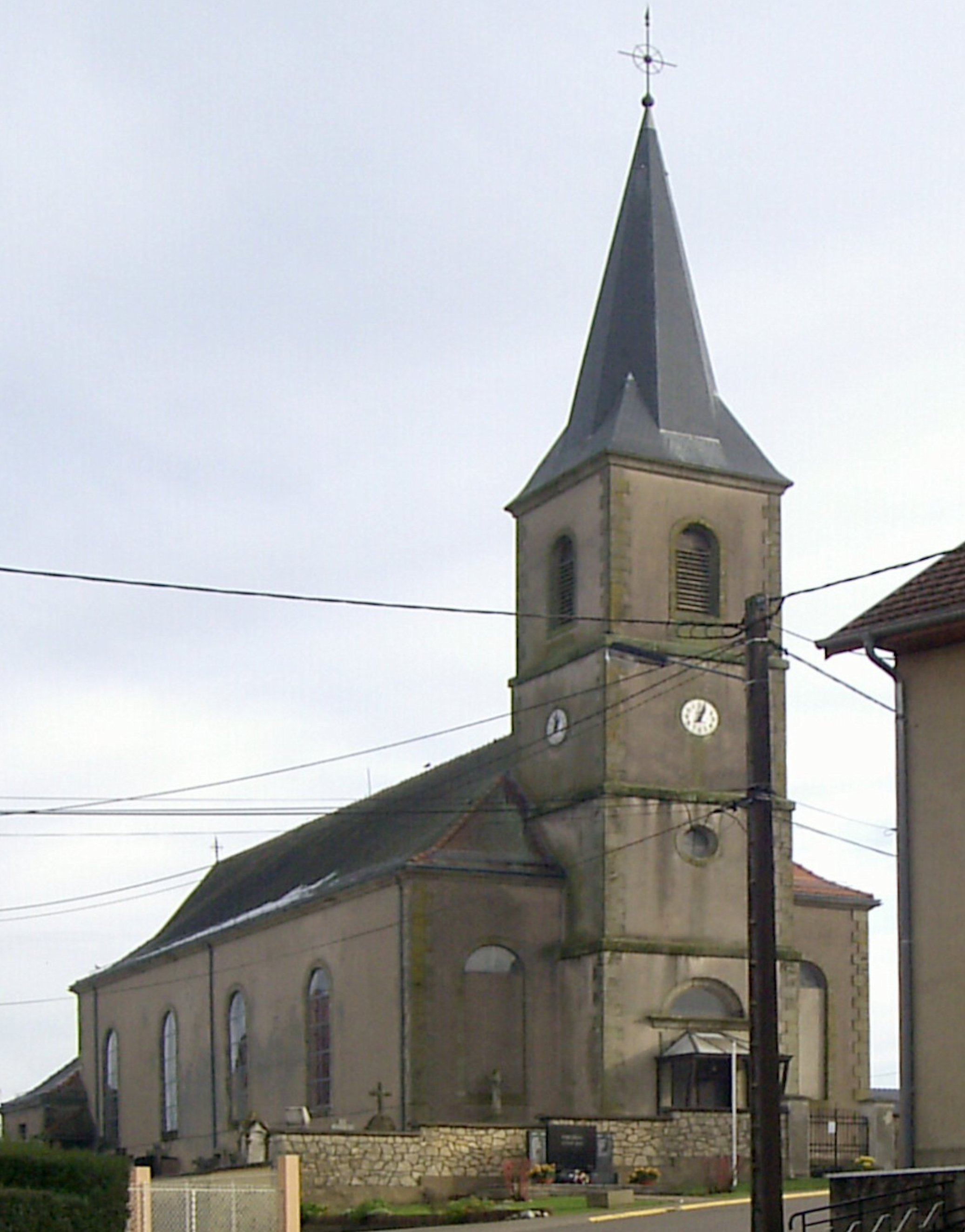
Церковь Сен-Жан-Батист.

Валь-Эберсен расположен в 330 км к востоку от Парижа, в 45 км к востоку от Меца и в 10 км к югу от Сент-Авольда. Стоит на реке Нид-германский, истоке Нид.

## История
- В 1725 году назывался Валеверсен (Valeversing).
- Поселение бывшей провинции Лотарингия.
- Принадлежал аббатству Сен-Набор-де-Сент-Авольд.

## Демография

Население Валь-Эберсена.

По переписи 2011 года в коммуне проживало 542 человека.

## Достопримечательности
- Следы галло-романской культуры в местечке Франканбер.
- Кельтский камень.
- Мельница на Ньеде.
- Церковь Сен-Жан-Батист (XVIII век), алтарь XVIII века.
- Многочисленные сооружения оборонительной линии Мажино.